# علي عمر فريج
علي عمر فريج (15 أغسطس 1945 - 20 يناير 2021)، إعلامي أردني سابق، كان رئيس قسم البرامج الدينية الأسبق في الإذاعة الأردنية. حاصل على شهادة الماجستير في اللغة العربية وآدابها من جامعة القديس يوسف في بيروت.

## مناصبه
- رئيس قسم الإعلام في وزارة الأوقاف الأردنية ، 1973م.
- رئيس قسم المكتبات في وزارة الأوقاف الأردنية ، 1973م - 1974م.
- معد ومقدم ومراقب برامج دينية في الإذاعة الأردنية ، 1974م – 2005م.
- رئيس قسم البرامج الدينية في الإذاعة الأردنية ، 1974م – 1981م.
- معد برامج دينية لإذاعة دولة الكويت ، 1975م – 1981م.
- مدير البرامج في منظمة إذاعات الدول الإسلامية بجدة ، 1981م – 2000م.
- ممثل منظمة إذاعات الدول الإسلامية في الاجتماعات التحضيرية لمؤتمرات وزراء الخارجية والإعلام في الدول الإسلامية ، 1981م – 2000م.
- ممثل منظمة إذاعات الدول الإسلامية في المؤتمرات الإعلامية للدول الإسلامية ، 1981م – 2000م.
- مدرس اللغة العربية في وزارة التربية والتعليم ، 1974م.
- محاضر غير متفرغ في الأدب العربي والثقافة الإسلامية – كلية المجتمع ، 1975م.
- عضو هيئة تحرير مجلة "الشهاب" اللبنانية ، 1969م – 1972م.
- عضو هيئة تحرير مجلة "هدى الإسلام" – وزارة الأوقاف ، 1973م.
- عضو هيئة تحرير جريدة "اللواء" الأردنية ، 1973م – 1975م و2001م.
- كاتب عمود في جريدة "الدستور" الأردنية ، 2006م.
- كاتب عمود في جريدة "المواجهة" الأردنية ، 2006م.
- كاتب عمود في جريدة "المدينة" الأردنية ، 2008م.
- معد ومقدم برامج دينية في إذاعة أمن FM ، 2008م.
- معد ومقدم برامج دينية في إذاعة الجامعة الأردنية.
- عضو رابطة الأدب الإسلامي ، 2001م-..

## المؤلفات والبحوث
| الرقم | اسم المؤلف                                                 |
| ----- | ---------------------------------------------------------- |
| 1     | واحة الايمان                                               |
| 2     | نجيب الكيلاني شاعراً – رسالة ماجستير                        |
| 3     | زورق الأحلام – ديوان شعر                                   |
| 4     | سوانح من الحياة                                            |
| 5     | المنهج النفسي في النقد الأدبي                              |
| 6     | مقومات اللغة والنقد في كتاب : "الإمتاع والمؤانسة" للتوحيدي |
| 7     | ظاهرة الرفض لدى الشباب المعاصر                             |
| 8     | دراسة نقدية لقصيدة "بنات الشاعر" للشاعر عمر أبو ريشة       |
| 9     | لفتات – (( 5 )) أجزاء                                      |

## وفاته
توفي مساء الأربعاء 20 يناير 2021 عن عمر 75 عامًا.